# Gemelli
Poliklinika Gemelli (wł. Policlinico Universitario Agostino Gemelli) – szpital kliniczny w Rzymie. Szpital stanowi bazę dydaktyczną i naukową Katolickiego Uniwersytetu Najświętszego Serca w Mediolanie. Zawdzięcza swoją nazwę założycielowi uczelni, franciszkaninowi, lekarzowi i psychologowi Agostinowi Gemellemu.
Budowa polikliniki rozpoczęła się w 1962 na wzgórzu Monte Mario w Rzymie, a otwarcie miało miejsce w lipcu 1964. Poliklinika Gemelli zapewnia bezpłatną pomoc medyczną w ramach włoskiego krajowego systemu ochrony zdrowia.
Za budynek szpitala służy oryginalna dworska willa (dawniej mieścił się tu klasztor). Poliklinika Gemelli (która jako oficjalny szpital papieża zachowuje pakiet zarezerwowanych pokoi zawsze dostępnych dla niego), wielokrotnie znajdowała się w centrum zainteresowania całego świata podczas pontyfikatu papieża Jana Pawła II, który poddał się tu operacji po nieudanym zamachu w 1981, oraz na kilka tygodni przed swoją śmiercią, gdy poddał się zabiegowi tracheotomii.
Inni znani pacjenci kliniki to m.in. Papież Franciszek, polityk Walter Veltroni, Matka Teresa z Kalkuty, fizyk Stephen Hawking, piłkarze Francesco Totti i Daniele De Rossi oraz ksiądz Georg Ratzinger (starszy brat papieża Benedykta XVI).
W czerwcu 2009 przed budynkiem szpitala wzniesiono pomnik papieża Jana Pawła II.

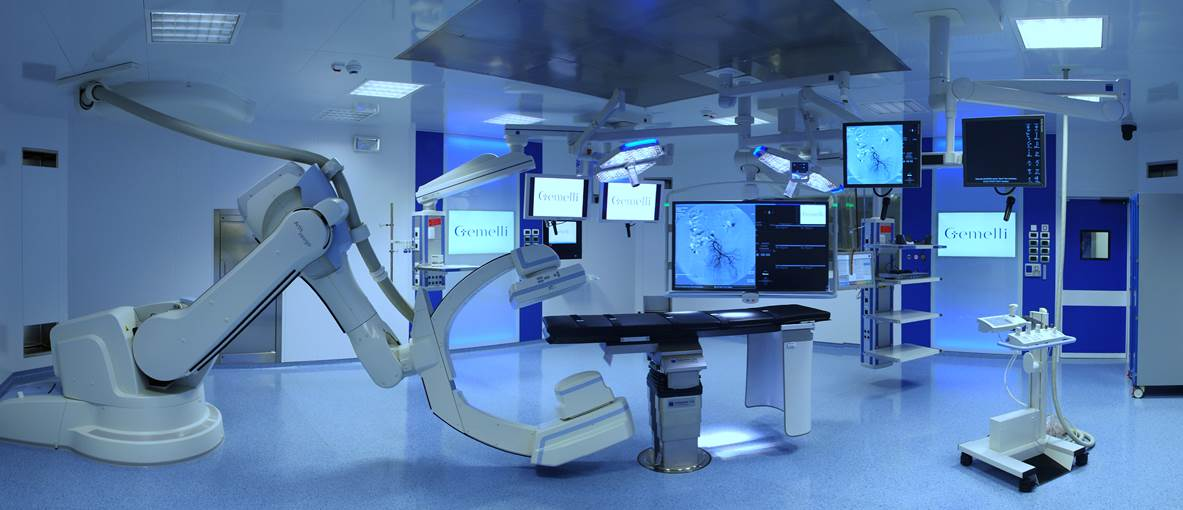
Sala operacyjna